# Dissacaridase
As dissacaridases ou dissacarases, são glicosil hidrolases, enzimas que se encarregam de romper os dissacarídeos nos monossacarídeos que as formam, como parte do processo da digestão.

## Tipos de dissacaridases
As dissacaridases mais importantes pela sua transcendência nutricional e clínica são:

- Sacarase: encarrega-se de romper a sacarose em glucose e fructose.
- Lactase: encarrega-se de romper a lactose em glucose e galactose.
- Isomaltase: encarrega-se de romper a isomaltose nas duas glucoses que a formam.
- Trehalase: encarrega-se de romper a trehalose nas duas glucoses que a formam.
- Maltase: encarrega-se de romper a maltose nas duas glucoses que a formam.

## Principais intolerâncias aos dissacarídeos
- Intolerância à lactose
- Intolerância à sacarose
- Intolerância à trehalose